# Fritz Mensing

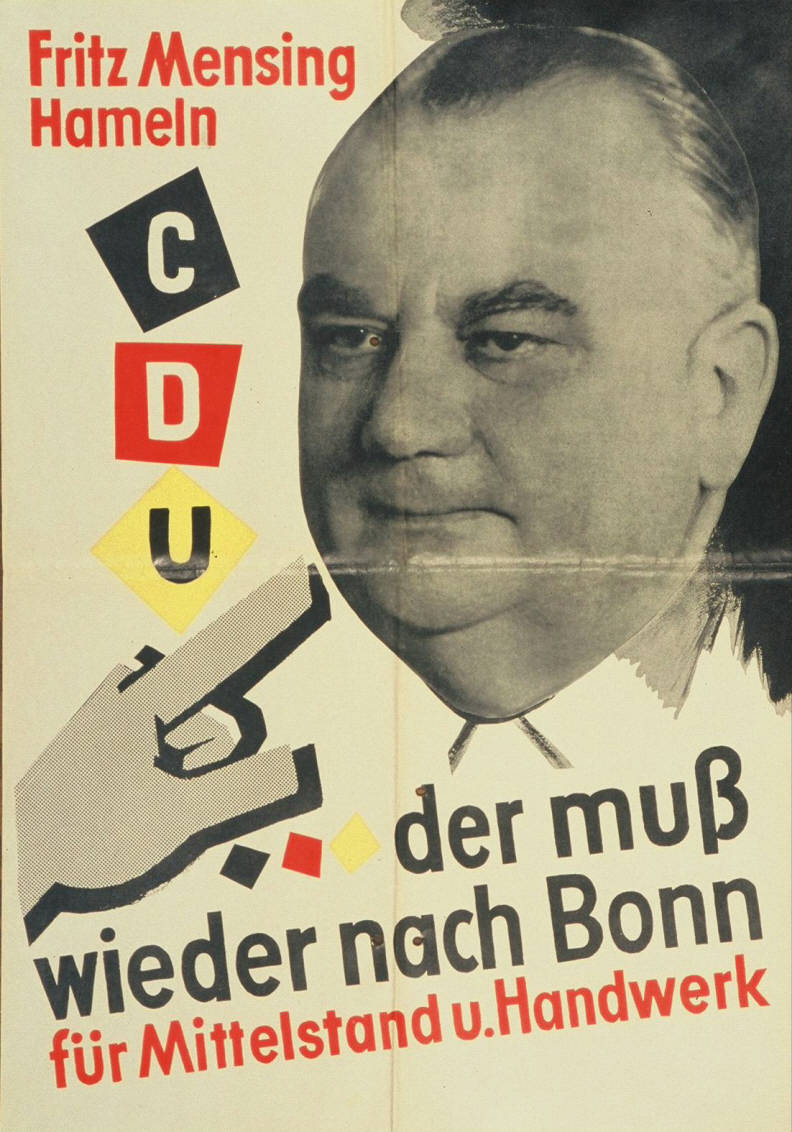
Fritz Mensing auf einem Wahlplakat zur Bundestagswahl 1957

Fritz Mensing (* 25. April 1895 in Hameln; † 2. November 1978 ebenda) war ein deutscher Politiker (Wirtschaftspartei, CDU).

## Leben und Beruf
Nach dem Besuch des Gymnasiums absolvierte Mensing, der evangelischen Glaubens war, eine Fleischerlehre. Nach der Meisterprüfung übernahm er 1924 den väterlichen Betrieb in Hameln. Er gehörte dem Vorstand des Nordwestdeutschen Handwerkerbundes an. 
Nach 1945 wurde Mensing Vorsitzender des deutschen Fleischerverbandes, Kreishandwerksmeister und Präsidiumsmitglied des Zentralverbandes des deutschen Handwerks und nahm weitere Aufgaben in Organisationen des Handwerks wahr. Zudem war er Aufsichtsratsvorsitzender der Volksbank Hameln und der Zentralgenossenschaft des Fleischergewerbes. 1968 wurde er mit der Martin-Lerche-Medaille für außergewöhnliche Verdienste in der deutschen Fleischwirtschaft der Deutschen Landwirtschafts-Gesellschaft ausgezeichnet.

## Abgeordneter
Mensing gehörte der Wirtschaftspartei an und war von 1924 bis 1933 Mitglied des Hannoverschen Provinziallandtages. In der Zeit von 1933 bis 1945 übte er keine öffentlichen Ämter und keine politische Tätigkeit aus. 
Nach Kriegsende gehörte Mensing zeitweise dem Rat der Stadt Hameln an. Er wurde 1949 erstmals in den  Deutschen Bundestag gewählt und war in diesem bis 1961 vertreten, wobei er in allen Wahlgängen über die niedersächsische Landesliste seiner Partei ins Parlament kam. Mensing war Mitglied des Ausschusses für Ernährung, Landwirtschaft und Forsten.

## Öffentliche Ämter
Mensing war vor 1933 Senator in Hameln.